# Modesto Urrutibeazcoa Valencia
Modesto Urrutibeazcoa Valencia (Ibarra, 29 de setembre de 1959) va ser un ciclista basc que fou professional entre 1982 i el 1989. Va combinar la carretera amb el ciclisme en pista, on va participar en un bon nombre de curses de sis dies.
Va ser un dels pocs ciclistes que corroborà les denúncies fetes per Jesús Manzano.

## Palmarès
- 1980
  - Vencedor d'una etapa del Gran Premi Jornal de Notícias
- 1982
  - Vencedor d'una etapa a la Volta a les Valls Mineres

### Resultats al Tour de França
- 1982. Abandona (17a etapa)
- 1984. 120è de la classificació general

### Resultats a la Volta a Espanya
- 1985. 68è de la classificació general
- 1988. 103è de la classificació general